# Persone di nome Serafino
| Questa pagina contiene informazioni ricavate automaticamente dalle voci biografiche con l'ausilio del template Bio e di un bot. L'aggiornamento è periodico e automatico e ricostruisce completamente la pagina. Se manca una persona in questa lista, sei pregato di non aggiungerla, ma accertati piuttosto che la sua voce biografica contenga il template Bio e che i dati anagrafici siano correttamente compilati. Se il template Bio manca, inseriscilo tu stesso o, in alternativa, metti l'avviso {{tmp\|Bio}} che ne segnala la mancanza. Se i dati riportati sono sbagliati, correggi direttamente la voce biografica; le modifiche saranno visibili in questa lista entro pochi giorni. Per chiarimenti vedi il progetto antroponimi. La lista contiene solo le 79 persone che sono citate nell'enciclopedia e per le quali è stato implementato correttamente il template Bio. Pagina aggiornata al 6 giu 2025. |

Questa è una lista di persone presenti nell'enciclopedia che hanno il nome Serafino, suddivise per attività principale.

## Abati(1)
- Serafino Pasolino, abate italiano (Ravenna, n. 1649 - Ravenna, † 1715)

## Allenatori di calcio(1)
- Serafino Romani, allenatore di calcio e calciatore italiano (Cattolica, n. 1921 - Cattolica, † 1984)

## Architetti(1)
- Serafino Belli, architetto e matematico italiano (Siena, n. 1772 - Siena, † 1831)

## Arcivescovi cattolici(4)
- Serafino Brancone, arcivescovo cattolico italiano (Napoli, n. 1710 - Gallipoli, † 1774)
- Serafino di Strigonio, arcivescovo cattolico ungherese († 1104)
- Serafino Sprovieri, arcivescovo cattolico italiano (San Pietro in Guarano, n. 1930 - Cosenza, † 2018)
- Serafino da Squillace, arcivescovo cattolico italiano († 1514)

## Arcivescovi ortodossi(2)
- Serafino I di Costantinopoli, arcivescovo ortodosso greco (Acarnania - monte Athos)
- Serafino II di Costantinopoli, arcivescovo ortodosso ottomano (Delvinë - † 1779)

## Aviatori(1)
- Serafino Cellini, aviatore e partigiano italiano (Ascoli Piceno, n. 1921 - Colle San Marco, † 1943)

## Avvocati(3)
- Serafino Famà, avvocato italiano (Misterbianco, n. 1938 - Catania, † 1995)
- Serafino Grassi, avvocato e storico italiano (Asti, n. 1769 - San Remo, † 1834)
- Serafino Speranza, avvocato e politico italiano (Sulmona, n. 1884 - † 1975)

## Bobbisti(1)
- Serafino Stefani, bobbista italiano (Cortina d'Ampezzo, n. 1925 - Cortina d'Ampezzo, † 2022)

## Calciatori(4)
- Serafino Carrera, calciatore italiano (Robbio, n. 1907 - Carrara, † 1986)
- Serafino Conti, calciatore italiano (Teramo, n. 1921)
- Serafino Marelli, calciatore italiano
- Serafino Montanari, calciatore e allenatore di calcio italiano (Portomaggiore, n. 1921 - Ferrara, † 1988)

## Canottieri(1)
- Serafino Carminati, ex canottiere italiano (Marcallo con Casone, n. 1948)

## Cantanti(1)
- Serafino Murru, cantante italiano (Ollastra Simaxis, n. 1932 - † 1994)

## Cardinali(4)
- Serafino Cenci, cardinale e arcivescovo cattolico italiano (Roma, n. 1676 - Roma, † 1740)
- Serafino Cretoni, cardinale e arcivescovo cattolico italiano (Soriano nel Cimino, n. 1833 - Roma, † 1909)
- Serafino Olivier-Razali, cardinale e patriarca cattolico francese (Lione, n. 1538 - Roma, † 1609)
- Serafino Vannutelli, cardinale e arcivescovo cattolico italiano (Genazzano, n. 1834 - Roma, † 1915)

## Ciclisti su strada(2)
- Serafino Biagioni, ciclista su strada italiano (Pistoia, n. 1920 - Orciano Pisano, † 1983)
- Serafino Santambrogio, ciclista su strada italiano (Seregno, n. 1914 - † 1979)

## Compositori(2)
- Serafino Cantone, compositore e organista italiano († 1627)
- Serafino Amedeo De Ferrari, compositore, direttore d'orchestra e pianista italiano (Genova, n. 1824 - Genova, † 1885)

## Etnologi(1)
- Serafino Amabile Guastella, etnologo italiano (Chiaramonte Gulfi, n. 1819 - Chiaramonte Gulfi, † 1899)

## Francescani(1)
- Serafino da Montegranaro, francescano italiano (Montegranaro, n. 1540 - Ascoli Piceno, † 1604)

## Gesuiti(1)
- Serafino Sordi, gesuita, filosofo e scrittore italiano (Centenaro di Ferriere, n. 1793 - Verona, † 1865)

## Ginnasti(1)
- Serafino Mazzarocchi, ginnasta italiano (Montegranaro, n. 1890 - Bologna, † 1961)

## Imprenditori(1)
- Serafino Ferruzzi, imprenditore italiano (Ravenna, n. 1908 - Forlì, † 1979)

## Ingegneri(1)
- Serafino Gavazzi, ingegnere militare italiano (Lodi, n. 1420 - Piacenza, † 1479)

## Matematici(1)
- Serafino Rafaele Minich, matematico e politico italiano (Venezia, n. 1808 - Padova, † 1883)

## Medici(2)
- Serafino Belfanti, medico e politico italiano (Castelletto sopra Ticino, n. 1860 - Milano, † 1939)
- Serafino Capezzuoli, medico italiano (San Gimignano, n. 1813 - Firenze, † 1888)

## Militari(2)
- Serafino Gnutti, militare italiano (Lumezzane, n. 1916 - Albania, † 1941)
- Serafino Migazzo, militare italiano (Torino, n. 1893 - Monte Jata, † 1937)

## Monaci cristiani(3)
- Serafino Marchionni, monaco cristiano e inventore italiano (Montegranaro, n. 1875 - Fermo, † 1963)
- Serafino di Sarov, monaco cristiano e mistico russo (Kursk, n. 1759 - Sarov, † 1833)
- Serafino, monaco cristiano e arcivescovo ortodosso greco (Artesiano di Karditsa, n. 1913 - Atene, † 1998)

## Numismatici(1)
- Serafino Ricci, numismatico e museologo italiano (n. 1867 - Malnate, † 1943)

## Paleontologi(1)
- Serafino Cerulli Irelli, paleontologo italiano (Teramo, n. 1873 - Roma, † 1946)

## Partigiani(1)
- Serafino Aldo Barbaro, partigiano italiano (Catanzaro, n. 1922 - Coassolo Torinese, † 1944)

## Patrioti(1)
- Serafino Dell'Uomo, patriota italiano (Milano, n. 1817 - Abbiategrasso, † 1849)

## Pittori(8)
- Serafino Barozzi, pittore italiano (Bologna, † 1810)
- Serafino Beconi, pittore e scultore italiano (Torre del Lago Puccini, n. 1925 - Viareggio, † 1997)
- Serafino Campi, pittore, grafico e pubblicitario italiano (Faenza, n. 1905 - Forlì, † 1992)
- Serafino De Tivoli, pittore e militare italiano (Livorno, n. 1825 - Firenze, † 1892)
- Serafino Macchiati, pittore italiano (Camerino, n. 1861 - Parigi, † 1916)
- Serafino Malpizzi, pittore e incisore italiano (Mantova, n. 1553 - † 1623)
- Serafino Tamburelli, pittore italiano (Atri, n. 1680 - † 1750)
- Serafino de' Serafini, pittore italiano (n. 1323 - † 1393)

## Poeti(3)
- Serafino de' Ciminelli, poeta e musicista italiano (L'Aquila, n. 1466 - Roma, † 1500)
- Serafino Lo Piano, poeta e scrittore italiano (Caltanissetta, n. 1906 - Gela, † 1983)
- Serafino della Salandra, poeta italiano (Salandra, n. 1595 - Napoli, † 1656)

## Politici(6)
- Serafino Giannelli, politico italiano (Brindisi, n. 1874 - Brindisi, † 1962)
- Serafino Mazzolini, politico e diplomatico italiano (Arcevia, n. 1890 - San Felice del Benaco, † 1945)
- Serafino Orlini, politico e avvocato italiano (Ascoli Piceno, n. 1892 - Ascoli Piceno, † 1965)
- Serafino Petricone, politico italiano (Avezzano, n. 1931 - L'Aquila, † 2016)
- Serafino Pulcini, politico italiano (Morro d'Oro, n. 1947)
- Serafino Zucchelli, politico e medico italiano (Bologna, n. 1940)

## Poliziotti(1)
- Serafino Ogliastro, poliziotto italiano (Palermo, † 1991)

## Presbiteri(1)
- Serafino Morazzone, presbitero italiano (Milano, n. 1747 - Lecco, † 1822)

## Psichiatri(1)
- Serafino Biffi, psichiatra e politico italiano (Milano, n. 1822 - Milano, † 1899)

## Religiosi(1)
- Serafino Germinario, religioso italiano (Santeramo in Colle, n. 1870 - Santeramo in Colle, † 1953)

## Rugbisti a 15(1)
- Serafino Ghizzoni, ex rugbista a 15 italiano (L'Aquila, n. 1954)

## Saggisti(1)
- Serafino Murri, saggista, docente e regista italiano (Roma, n. 1966)

## Scacchisti(1)
- Serafino Dubois, scacchista italiano (Roma, n. 1817 - † 1899)

## Scienziati(1)
- Serafino Serrati, scienziato italiano (Toscana)

## Scrittori(1)
- Serafino Razzi, scrittore italiano (Marradi, n. 1531 - Firenze, † 1613)

## Storici(2)
- Serafino Calindri, storico e presbitero italiano (Perugia, n. 1733 - Città della Pieve, † 1811)
- Serafino Cerva, storico e religioso dalmata (Ragusa, n. 1696 - Ragusa, † 1759)

## Tenori(1)
- Serafino Gentili, tenore italiano (Venezia, n. 1775 - Milano, † 1835)

## Teologi(1)
- Serafino Capponi, teologo italiano (Porretta, n. 1536 - Roma, † 1614)

## Vescovi cattolici(3)
- Serafino Angelini, vescovo cattolico italiano (Carsoli, n. 1848 - Avellino, † 1908)
- Serafino Corio, vescovo cattolico italiano (Milano, n. 1628 - † 1671)
- Serafino Parisi, vescovo cattolico italiano (Santa Severina, n. 1962)